# オットー・シュミーデル
オットー・シュミーデル（Otto Schmiedel, 1858年7月25日 - 1926年10月13日）は、ドイツ出身の普及福音教会の宣教師である。
1858年にザクセン王国で生まれる。ライプツィヒ大学でセム学を学び、ヘルマン・グーテ (Herman Guthe) や、アドルフ・フォン・ハルナックに師事する。
イェーナ大学で実兄のパウル・シュミーデル (1851 - 1935) に師事、史的イエスの研究を行う。また、リヒャルト・アダルバート・リプジウス (Richard Adalbert Lipsius, 1830-1892) よりドイツ観念論、カント批判主義、理想主義を学ぶ。
1887年に普及福音教会の宣教師として来日。キリスト教系雑誌『六合雑誌』の編集に携わる。1892年に帰国して、ドイツのゲッテルで牧師になる。

## 著書
- 三並良訳『奇蹟群論』1891年
- 深井五郎訳『インスピレーション群論』1892年